# Langeliniekaj

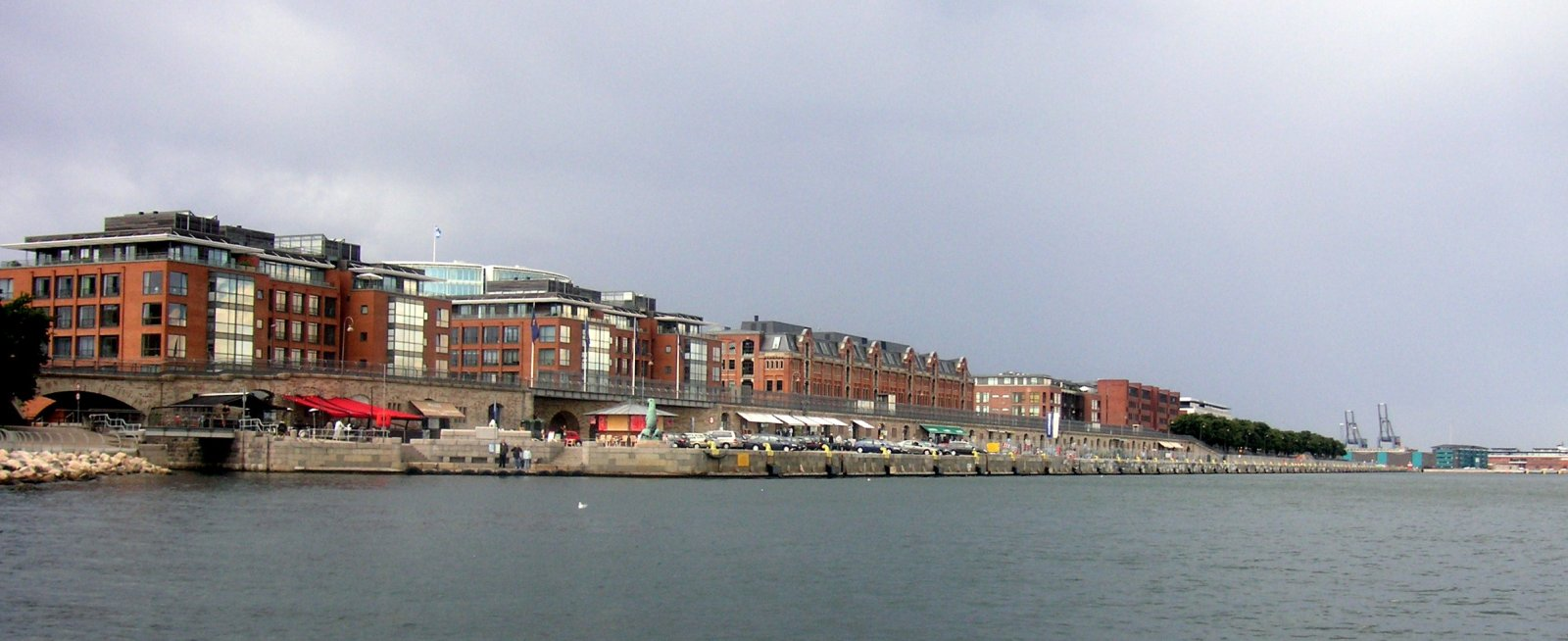
Blick auf den Kai vom Meer (2005)

Der Langeliniekaj ist ein Kai in Kopenhagen. Er bildet das nördliche Ende der Uferpromenade Langelinie.

## Geschichte und Hintergrund
Der Langeliniekaj entstand beim Bau des neuen Freihafens 1894 und war dessen östliche Begrenzung. Mit zunehmender Verlagerung des Verkehrs auf die Straße 1985 wurde der Freihafen nach Norden verlegt, der Kai blieb jedoch als Anlegestelle für kleinere Kreuzfahrtschiffe in Betrieb. Aufgrund der großen Anzahl von Touristen gibt es daher eine Reihe von Souvenirläden. Die vormaligen Handels- und Lagerhäuser wurden umgebaut und modernisiert. Hier finden sich analog zum nahegelegenen Viertel Amerika Plads etliche Firmenzentralen, unter anderem von PensionDanmark, der dänischen Tochter von OpenText sowie der Anwaltskanzlei Bech-Bruun. Auf dem benachbarten Midtermolen sitzt Alm. Brand. 
Der Langeliniekaj erstreckt sich über etwa 1 Kilometer in süd-nördlicher Richtung, er ist über einen wenige Meter breiten Kanal vom Festland getrennt. Das südliche Ende befindet sich ca. 500 Meter in nordöstlicher Richtung des Kastells von Kopenhagen. Dort befinden sich ein Gedenkstein für das Lazarettschiff Jutlandia, das Anfang der 1950er Jahre während des Koreakriegs im Einsatz war, sowie die vom Bildhauer Holger Wederkinch 1927 geschaffene Skulptur Isbjørn med unger, die seit 1939 hier steht. Weitere Denkmäler auf dem Kai sind Gedenksteine für den Polarforscher Ejnar Mikkelsen und den Grönlandforscher Ludvig Mylius-Erichsen. Zudem gibt es ein Mahnmal für die im Ersten Weltkrieg gefallenen dänischen Seeleute. In der Mite des Kais sitzt am Ufer die Skulptur Den Genmodificerede Lille Havfrue af Bjørn Nørgaard, eine Replik auf die wenige Meter südlich des Kai-Beginns befindliche Bronze-Skulptur Kleine Meerjungfrau. An der Spitze des Kais befindet sich ein kleiner Leuchtturm, kurz davor steht ein Gedenkstein für die im Oktober 1943 mit dem Transportschiff Wartheland 198 deportierten Juden.
Der Langeliniekaj war Ausgangspunkt für die zweite Galathea-Expedition zwischen 1950 und 1952. Die dritte Galathea-Expedition endete hier 2007 durch einen Empfang unter Teilnahme von Kronprinz Frederik von Dänemark.